# Kirby et le Labyrinthe des Miroirs
Kirby et le Labyrinthe des Miroirs connu sous le nom de Kirby des étoiles: le grand labyrinthe du miroir (星のカービィ 鏡の大迷宮, Hoshi no Kābī Kagami no Daimeikyū) au Japon ou Kirby and the Amazing Mirror en anglais, est un jeu vidéo de plate-forme sorti en 2004 sur Game Boy Advance. Le jeu a été développé par Flagship puis édité par Nintendo.

## Description
Ce jeu est en partie comme les autres où il évolue dans plusieurs niveaux avec différents boss permettant de débloquer des portes afin de continuer. Kirby peut aspirer à peu près une trentaine d'ennemis différents et on peut obtenir des pouvoirs comme Geler, tirer des flèches, rouler, combattre, lutter…
L'histoire de ce jeu, se passe entièrement dans le Labyrinthe des Miroirs, Meta Knight qui protégeait ce monde a été enfermé dans le « miroir principal » par son double maléfique Dark Meta Knight. Le miroir principal, brisé en 8 parties par le Dark Meta Knight, Kirby (qui avait lui été multiplié en 4 en entrant dans le monde miroir) devait les retrouver en combattant les boss de chaque niveau. Il y a au total 8 niveaux, étant donné que le jeu est un labyrinthe, il n'y a aucun ordre imposé, si bien que l'on peut commencer par le boss du niveau 8 avant d'en faire d'autres. Lorsque les 8 parties du miroir sont rassemblées, il est possible d'entrer dans le miroir principal où Meta Knight donne son épée à Kirby afin que celui-ci puisse affronter Dark Meta Knight.

## Personnages
- Kirby : Le héros du jeu, une petite boule rose qui cette fois a été multipliée en 4. Il y a un donc un Kirby rose, un vert, un rouge, et un jaune. Au cours du jeu, il est possible de changer la couleur du Kirby original.

- Meta Knight : Un mystérieux personnage, il a fait son apparition en ennemi dans presque tous les jeux Kirby mais cette fois, il a tenté en vain de protéger le monde miroir contre son double.

- Dark Meta Knight : Le reflet maléfique de Meta Knight, son épée est grise et la pierre dessus est bleue. Lui est entièrement gris et a les yeux rouges. Si on se fie à certains dessins officiels, il porte une cicatrice à la gauche de son masque qui lui traverse l’œil.

- Kirby Ombre : Contrairement à ce que son nom indique, Shadow Kirby est un gentil qui apparaît à certains moments pour aider Kirby en lui rendant des points de vie par exemple.

## Équipe de développement
- Director : Tomoaki Fukui
- Special Advisor : Masahiro Sakurai
- Planning : Tomoaki Fukui, Shigeki Morihira, Takashi Hamamura, Toyohisa Tanabe, Taiki Ubukata, Takayuki Sakamoto
- Programmation : Katsuya Kuramoto, Takaya Yamane, Shinichi Manabe, Yamato Sobue, Masato Shimizu, Shinichiro Shibusawa
- Design : Abeno Matsuzaki, Satoshi Yoshioka, Sadaki Matsumoto, Kaori Aoyama, Shinji Nohara, Tomomi Asano, Ikkei Manabe, Ayumi Tsuzaki, Toshiya Takagi
- Son : Hironobu Ingaki, Atsuyoshi Isemura
- Technical Advisor : Teruyuki Gunji
- Debug : Ryuki Kuraoka, Shutaro Kobayashi, Shoji Araki, Shigeyoshi Kuwamura, Hiroyo Imai, Takeshi Sasaki, Pole To Win, Hal Debug Team, Super Mario Club
- Coordinateurs : Norihiko Kawabata, Hiroaki Suga, Masaru Kobayashi, Mari Shirakawa
- Artwork : Tetsuya Notoya, Kazuya Konishi, Atsuko Nakamura, Akiko Hayashi, Kaori Nishimura
- Producteurs : Yasushi Adachi, Masayoshi Tanimura, Shigeru Miyamoto, Kenji Miki
- Producteur exécutif : Satoru Iwata